# Буська міська рада
Буська міська рада — орган місцевого самоврядування у Буському районі Львівської області. Адміністративний центр — місто Буськ.

## Загальні відомості
- Буська міська рада утворена 1 серпня 1944 року.
- Територія ради: 3,84 км²
- Населення ради: 8 608 осіб (станом на 2001 рік)
- Територією ради протікають річки Західний Буг, Полтва, Рокитна, Солотвина.

## Населені пункти
Міській раді підпорядковані населені пункти:
- м. Буськ
- с. Ниви
- с. Кізлів

## Склад ради
Рада складається з 32 депутатів та голови.
- Голова ради: Сліпець Ростислав Степанович
- Секретар ради: Рудіон Людмила Андріївна

### Керівний склад ради
| ПІБ                          | Основні відомості                                               | Дата обрання | Дата звільнення |
| ---------------------------- | --------------------------------------------------------------- | ------------ | --------------- |
| Вовк Василь Осипович         | Міський голова, 1954 року народження                            | 26.03.2006   | 31.10.2010      |
| Сліпець Ростислав Степанович | Міський голова, 1975 року народження, освіта вища, безпартійний | 31.10.2010   |                 |

Примітка: таблиця складена за даними джерела

### Депутати
За результатами місцевих виборів 2010 року депутатами ради стали:

#### За суб'єктами висування
| Суб'єкт висування                                       | Кількість обраних депутатів | %    |
| ------------------------------------------------------- | --------------------------- | ---- |
| Політична партія Всеукраїнське об'єднання «Батьківщина» | 12                          | 37,5 |
| Українська республіканська партія «Собор»               | 6                           | 18,8 |
| Політична партія «Сильна Україна»                       | 4                           | 12,5 |
| Політична партія Всеукраїнське об'єднання «Свобода»     | 3                           | 9,4  |
| Політична партія «Фронт Змін»                           | 3                           | 9,4  |
| Партія регіонів                                         | 2                           | 6,3  |
| Політична партія «Наша Україна»                         | 2                           | 6,3  |

#### За округами
| № округу                                                | Прізвище, ім'я, по батькові       | Дата визнання обраним | Освіта         | Партійна приналежність                           | Відомості про обраного депутата                                                                               |
| ------------------------------------------------------- | --------------------------------- | --------------------- | -------------- | ------------------------------------------------ | --- |
| Партія регіонів                                         |                                   |                       |                |                                                  | |
| б/м                                                     | Шишка Роман Стефанович            | 03.11.2010            | Освіта вища    | член Партії регіонів                             | пенсіонер |
| б/м                                                     | Гарасимчук Марія Іванівна         | 03.11.2010            | Освіта вища    | позапартійна                                     | Буська РДА, заступник голови Буської РДА                                                                      |
| Політична партія Всеукраїнське об'єднання «Батьківщина» |                                   |                       |                |                                                  | |
| б/м                                                     | Гаєвський Андрій Петрович         | 03.11.2010            | Освіта вища    | член Всеукраїнського об'єднання «Батьківщина»    | тимчасово не працює                                                                                           |
| б/м                                                     | Кузьма Андрій Олегович            | 03.11.2010            | Освіта вища    | позапартійний                                    | приватний адвокат                                                                                             |
| б/м                                                     | Павлух Павло Андрійович           | 03.11.2010            | Освіта вища    | член Всеукраїнського об'єднання «Батьківщина»    | Буська ДЮСШ, директор                                                                                         |
| б/м                                                     | Гуменний Володимир Євстахович     | 03.11.2010            | Освіта вища    | член Всеукраїнського об'єднання «Батьківщина»    | Міська рада, землевпорядник                                                                                   |
| 2                                                       | Сень Галина Іванівна              | 03.11.2010            | Освіта вища    | позапартійна                                     | Буська загальноосвітня школа І-ІІІ ст., вчитель                                                               |
| 3                                                       | Михайлюк Оксана Петрівна          | 03.11.2010            | Освіта вища    | позапартійна                                     | пенсіонер |
| 4                                                       | Петрович Богдан Миронович         | 03.11.2010            | Освіта вища    | член Всеукраїнського об'єднання «Батьківщина»    | тимчасово не працює                                                                                           |
| 5                                                       | Сервило Володимир Іванович        | 03.11.2010            | Освіта вища    | член Всеукраїнського об'єднання «Батьківщина»    | приватний підприємець                                                                                         |
| 6                                                       | Мащак Тетяна Михайлівна           | 03.11.2010            | Освіта вища    | позапартійна                                     | ПП «Мащак», директор                                                                                          |
| 8                                                       | Пасічник Богдан Володимирович     | 03.11.2010            | Освіта вища    | член Всеукраїнського об'єднання «Батьківщина»    | Дитяча юнацько-спортивна школа «Авангард», директор                                                           |
| 11                                                      | Гута Галина Миронівна             | 03.11.2010            | Освіта вища    | член Всеукраїнського об'єднання «Батьківщина»    | Буська загальноосвітня школа, вчитель                                                                         |
| 14                                                      | Рудіон Людмила Андріївна          | 03.11.2010            | Освіта вища    | позапартійна                                     | Буська міська рада, секретар                                                                                  |
| Політична партія Всеукраїнське об'єднання «Свобода»     |                                   |                       |                |                                                  | |
| б/м                                                     | Чигир Тарас Ростиславович         | 03.11.2010            | Освіта вища    | член Всеукраїнського об'єднання «Свобода»        | тимчасово не працює                                                                                           |
| б/м                                                     | Ступак Володимир Нестерович       | 03.11.2010            | Освіта вища    | член Всеукраїнського об'єднання «Свобода»        | тимчасово не працює                                                                                           |
| б/м                                                     | Сидоров Олексій Олександрович     | 03.11.2010            | Освіта середня | член Всеукраїнського об'єднання «Свобода»        | тимчасово не працює                                                                                           |
| Політична партія «Наша Україна»                         |                                   |                       |                |                                                  | |
| б/м                                                     | Гобечія Іраклій Тамазович         | 03.11.2010            | Освіта вища    | член Політичної партії «Наша Україна»            | приватний підприємець, адвокат                                                                                |
| б/м                                                     | Вальчук Олександр Самсонович      | 03.11.2010            | Освіта вища    | член Політичної партії «Наша Україна»            | пенсіонер |
| Політична партія «Сильна Україна»                       |                                   |                       |                |                                                  | |
| б/м                                                     | Сандак Тетяна Іванівна            | 03.11.2010            | Освіта вища    | член Політичної партії «Сильна Україна»          | Буський дошкільний навчальний заклад"Лелеченя", завідувач                                                     |
| 10                                                      | Горох Віталій Володимирович       | 15.11.2010            | Освіта вища    | член Політичної партії «Сильна Україна»          | тимчасово не працює                                                                                           |
| 12                                                      | Дацко Антон Володимирович         | 03.11.2010            | Освіта середня | член Політичної партії «Сильна Україна»          | Збірна України з фехтування, майстер спорту                                                                   |
| 15                                                      | Павлик Зіновій Юліанович          | 03.11.2010            | Освіта середня | член Політичної партії «Сильна Україна»          | тимчасово не працює                                                                                           |
| Політична партія «Фронт Змін»                           |                                   |                       |                |                                                  | |
| б/м                                                     | Струс Віктор Степанович           | 03.11.2010            | Освіта середня | член Політичної партії «Фронт Змін»              | приватний підприємець                                                                                         |
| б/м                                                     | Харко Володимир Юрійович          | 03.11.2010            | Освіта вища    | позапартійний                                    | Львівський національний університет ім. І. Франка, доцент                                                     |
| б/м                                                     | Лісовець Михайло Миколайович      | 03.11.2010            | Освіта вища    | член Політичної партії «Фронт Змін»              | Буське відділення ЛОД АТ «Райффайзен банк Аваль», начальник відділення                                        |
| Українська республіканська партія «Собор»               |                                   |                       |                |                                                  | |
| б/м                                                     | Мачай Ігор Володимирович          | 03.11.2010            | Освіта вища    | член Української республіканської партії «Собор» | тимчасово не працює                                                                                           |
| 1                                                       | Подановський Богдан Броніславович | 03.11.2010            | Освіта середня | член Української республіканської партії «Собор» | Транспортна дільниця Буського РЕМ, механік                                                                    |
| 7                                                       | Зеленюх Володимир Миколайович     | 03.11.2010            | Освіта вища    | член Української республіканської партії «Собор» | Відділ контролю забудови території обласної інспекції Держархітбут-контролю, державний інспектор              |
| 9                                                       | Кіндратів Володимир Омелянович    | 03.11.2010            | Освіта вища    | член Української республіканської партії «Собор» | Управління Держкомзему у Буському районі, завідувач юридичного сектору                                        |
| 13                                                      | Фурко Володимир Михайлович        | 03.11.2010            | Освіта вища    | член Української республіканської партії «Собор» | Управління агропромислового розвитку Буської РДА, заступник керівника, начальник фінансово-кредитного відділу |
| 16                                                      | Кащак Іван Іванович               | 03.11.2010            | Освіта вища    | член Української республіканської партії «Собор» | Боложинівська загальноосвітня школа, вчитель                                                                  |